# Trans Service Airlift
 (novembre 2011).
Si vous disposez d'ouvrages ou d'articles de référence ou si vous connaissez des sites web de qualité traitant du thème abordé ici, merci de compléter l'article en donnant les références utiles à sa vérifiabilité et en les liant à la section « Notes et références ».
Trans Service Airlift était une compagnie aérienne privée basée en République démocratique du Congo, qui opéra de 1991 à 1998. 
Elle connut un grave accident le 18 décembre 1995: ce jour-là, un Lockheed L-188 Electra de la compagnie s'écrasa peu après son décollage de Jamba en Angola, car il était surchargé. 141 personnes périrent et 3 survécurent.

## Source
- (en) Cet article est partiellement ou en totalité issu de l’article de Wikipédia en anglais intitulé « Trans Service Airlift » (voir la liste des auteurs).